# Parenty
Parenty település Franciaországban, Pas-de-Calais megyében. Lakosainak száma 551 fő (2022. január 1.). Parenty Doudeauville, Beussent, Bezinghem, Hubersent és Lacres községekkel határos.

## Népesség
A település népességének változása:
| Lakosok száma | 549  | 534  | 536  | 520  | 516  | 508  | 522  | 537  | 551  |
|               | 2013 | 2015 | 2016 | 2017 | 2018 | 2019 | 2020 | 2021 | 2022 |